# Biblioteca Henry Madden
The Henry Madden Library es el nombre de una biblioteca universitaria en Fresno, California. Sirve como el principal recurso para el conocimiento y la información de apoyo a las funciones de enseñanza, investigación y servicio de la Universidad Estatal de California, Fresno. La biblioteca fue fundada en 1911 y lleva el nombre de Henry Madden.
En 2009, la biblioteca sufrió una importante renovación por valor de $ 105 000 000 que fue financiado en gran parte por una donación de varios millones de dólares de la Table Mountain Ranchería, un casino operado por la tribu Yokut de California.
Michael Gorman, exdecano de la Biblioteca, fue presidente de la American Library Association en 2005-06.

## Diseño
El edificio fue diseñado por AC Martin y Asociados y se basa en elementos derivados de los tejidos de personas nativas, como se evidencia en la fachada y el interior del edificio.

## Colecciones
La biblioteca contiene 1,13 millones de volúmenes  en 34 000 metros cuadrados, lo que la coloca entre las bibliotecas más grandes del sistema de la Universidad Estatal de California. La biblioteca alberga la instalación más grande de estanterías compactas en un solo piso en los Estados Unidos. Los estantes ascienden a más de 32 kilómetros de largo. Actualmente es la tercera biblioteca más grande del sistema CSU (en términos de superficie), y se encuentra entre las diez más grandes del sistema CSU según el número de volúmenes. También es el edificio académico más grande del campus de Fresno State.
La biblioteca cuenta con una serie de colecciones especiales como: el Centro Arne Nixon para el Estudio de la Literatura Infantil, un centro de investigación con más de 55 000 libros y manuscritos, el más antiguo data de 1865, una de las colecciones más grandes al oeste del Misisipi. Woodward Special Collections Research Center, que contiene el Archivo Político del Valle Central, recaudación de depósitos del gobierno federal y de California, y el libro más antiguo de la colección es una copia de 1474 de Vita Christi (La vida de Cristo) de Ludolph de Sajonia en dos volúmenes, adquirido en 1963.